# Paternina-Don Zoilo
El equipo Paternina-Don Zoilo fue un equipo ciclista español que compitió profesionalmente en 1991. Para el año 1992 el equipo cambió de nombre a Ciemar-CHCS, pero a principios de temporada desapareció por los problemas económicos.
No se tiene que confundir con el anterior Caja Rural-Paternina, ni con el posterior Paternina-Costa de Almería

## Principales resultados
- 1 etapa en la Volta a Cataluña: Alfonso Gutiérrez
- 1 etapa en la Semana Catalana: Alfonso Gutiérrez
- Clásica de Ordizia: Neil Stephens

### A las grandes vueltas
- Vuelta a España
  - 1 participación (1991)
  - 0 victoria de etapa: